# اریکا پولیدوری
اریکا پولیدوری (انگلیسی: Erika Polidori؛ زادهٔ ۲۶ ژانویهٔ ۱۹۹۲) بازیکن سافت‌بال اهل کانادا است.
وی در مسابقات کشوری و بین‌المللی در مجموع برندهٔ ۱ مدال طلا، ۱ مدال نقره، ۱ مدال برنز شده‌است.